# الدوري الجنوبي لكرة القدم 2004–05
الدوري الجنوبي لكرة القدم 2004–05 (بالإنجليزية: 2004–05 Southern Football League)‏ هو موسم من الدوري الجنوبي الممتاز. فاز فيه Histon F.C. ‏.